# Vagnsunda

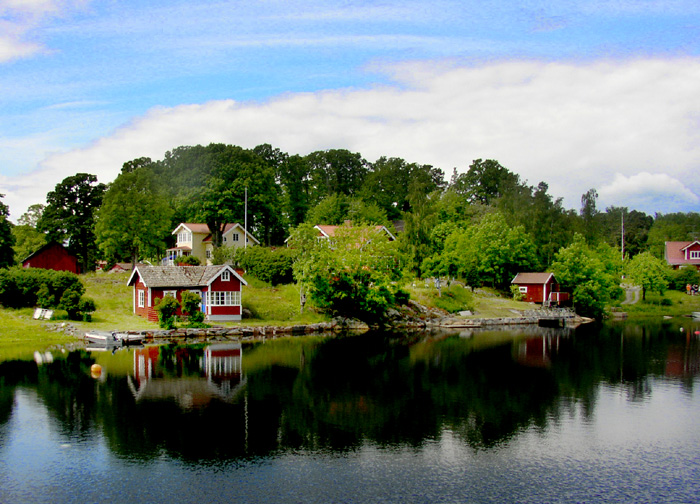
Vagnsunda och Österviken.

Vagnsunda är en ort på södra änden av ön Yxlan i Blidö socken i Roslagen, Norrtälje kommun, Stockholms län.
I Vagnsunda finns ett hundratal fastighetsägare, varav flertalet till fritidsfastigheter, som är organiserade i Vagnsunda Samfällighetsförening. Byns fasta befolkning är cirka 25 personer (2008). I byn bedrivs jordbruk och kreatursskötsel av kor och får samt bygg- och fiskeverksamhet. SLs buss 632 har sin ändhållplats i Vagnsunda. Blidö-expressen lade till vid Vagnsunda södra brygga och Blidösundsbolaget har fortsatt med det under sommartid sedan de tog över verksamheten.

## Historik
Vagnsunda är känd sedan 1500-talet med två mantal jordbruk som beskrivs i Jordeboken 1573 och omnämns i Jordeboken 1639 och vid skiftesreformerna storskiftet 1790 och laga skiftet 1859. Under sekelskiftet 1800-1900 var byn känd för sina skutbyggen de flesta under ledning av båtmästaren Jan Erik Jansson.

## Etymologi
Bynamnet kommer av nordiska ordet för vang eller vång vilket betyder gärde eller äga och i vissa fall även våt äng. Sundet med gärdena eller våta ängarna är det sund som fanns mellan Byviken norr om och Västerfladen söder om byn för 6-700 år sedan och som nu genom landhöjningen är Hemängen.